# Ferrazzano
Ferrazzano è un comune italiano di 3 463 abitanti in provincia di Campobasso.

## Storia

### Origini

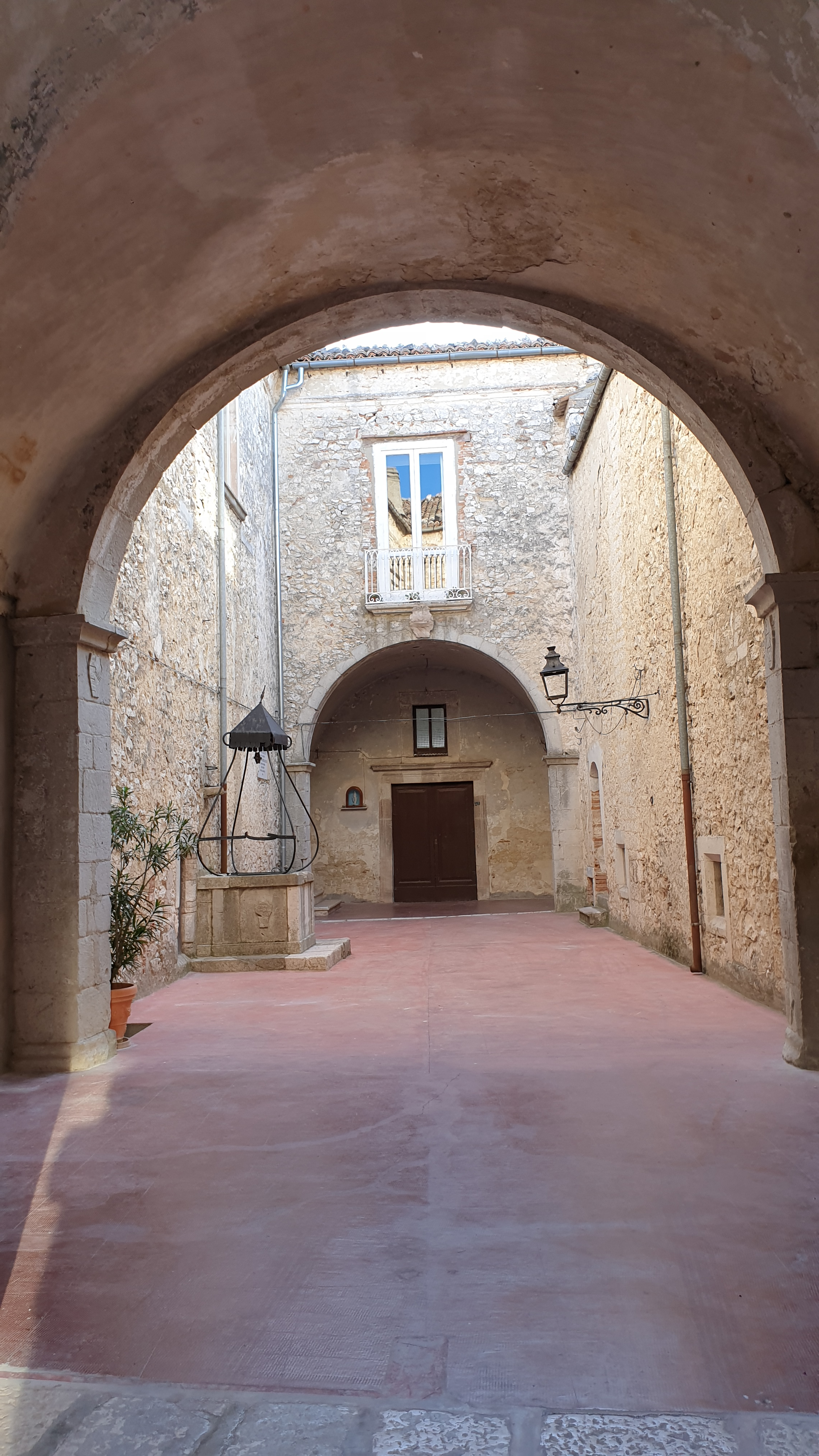
Interno del castello Carafa

Il vecchio borgo, adagiato principalmente sul versante meridionale, è stato costruito pietra su pietra dalla fatica quotidiana di un'esistenza dedicata quasi totalmente all'agricoltura. Esso si è conservato architettonicamente quasi intatto per secoli con le case attaccate l'una all'altra per motivi climatici e i numerosi vicoli tortuosi e a saliscendi. 
Del suo passato molto remoto poco o nulla è visibile ad occhio nudo ad eccezione di alcuni reperti antichi in mano a privati e a musei, mentre resti di mura megalitiche sono state individuate sul versante nord e lungo la zona detta del Torrione dove si notano grossi blocchi calcarei inglobati in costruzioni antecedenti il XVII secolo. Invece parte della cinta situata a valle, già segnalata nel 1699 ed eretta nelle vicinanze del tratturo Ponte della Zittola-Lucera, è stata riscoperta ultimamente dalla sezione locale dell'Archeoclub d'Italia.

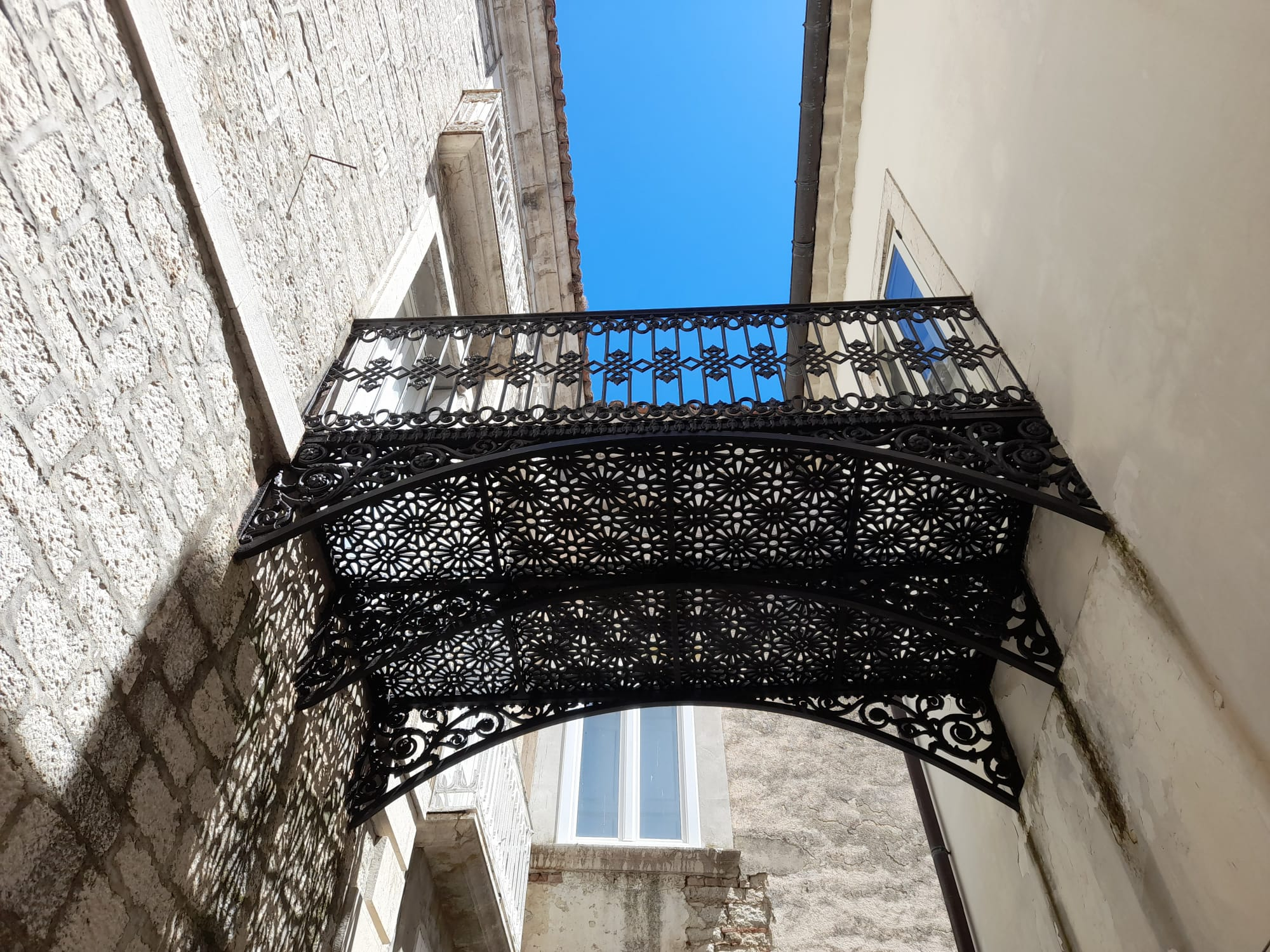
balcone in ferro battuto, provenienza francese, XIX secolo. Palazzo Colesanti, Ferrazzano.

### Angelo Izzo e il massacro di Ferrazzano
Nel dicembre 2004 Angelo Izzo, condannato per il massacro del Circeo nel 1975, ottenne la semilibertà dal carcere di Campobasso, su disposizione dei giudici di Palermo, per andare a lavorare nella cooperativa "Città futura". Il 28 aprile 2005 Izzo uccise Maria Carmela e Valentina Maiorano, all'epoca sotto protezione a Ferrazzano (in provincia di Campobasso) e rispettivamente moglie e figlia di Giovanni Maiorano, ex affiliato (poi pentito) della Sacra corona unita, che Izzo conobbe in carcere. Il delitto fu rivelato il 30 aprile da Guido Palladino e Luca Palaia, inizialmente arrestati per traffico illecito di armi. La concessione della semilibertà, fortemente criticata dopo l'omicidio, fu causa di una polemica tra i Tribunali di Sorveglianza di Campobasso e di Palermo, i quali si accusarono l'un l'altro della paternità di tale decisione.

### Simboli
Lo stemma raffigura una fortezza con tre torri; lo scudo è accompagnato da una lista bifida con la scritta Munita resistit.

## Monumenti e luoghi d'interesse

### Chiesa di Santa Maria Assunta

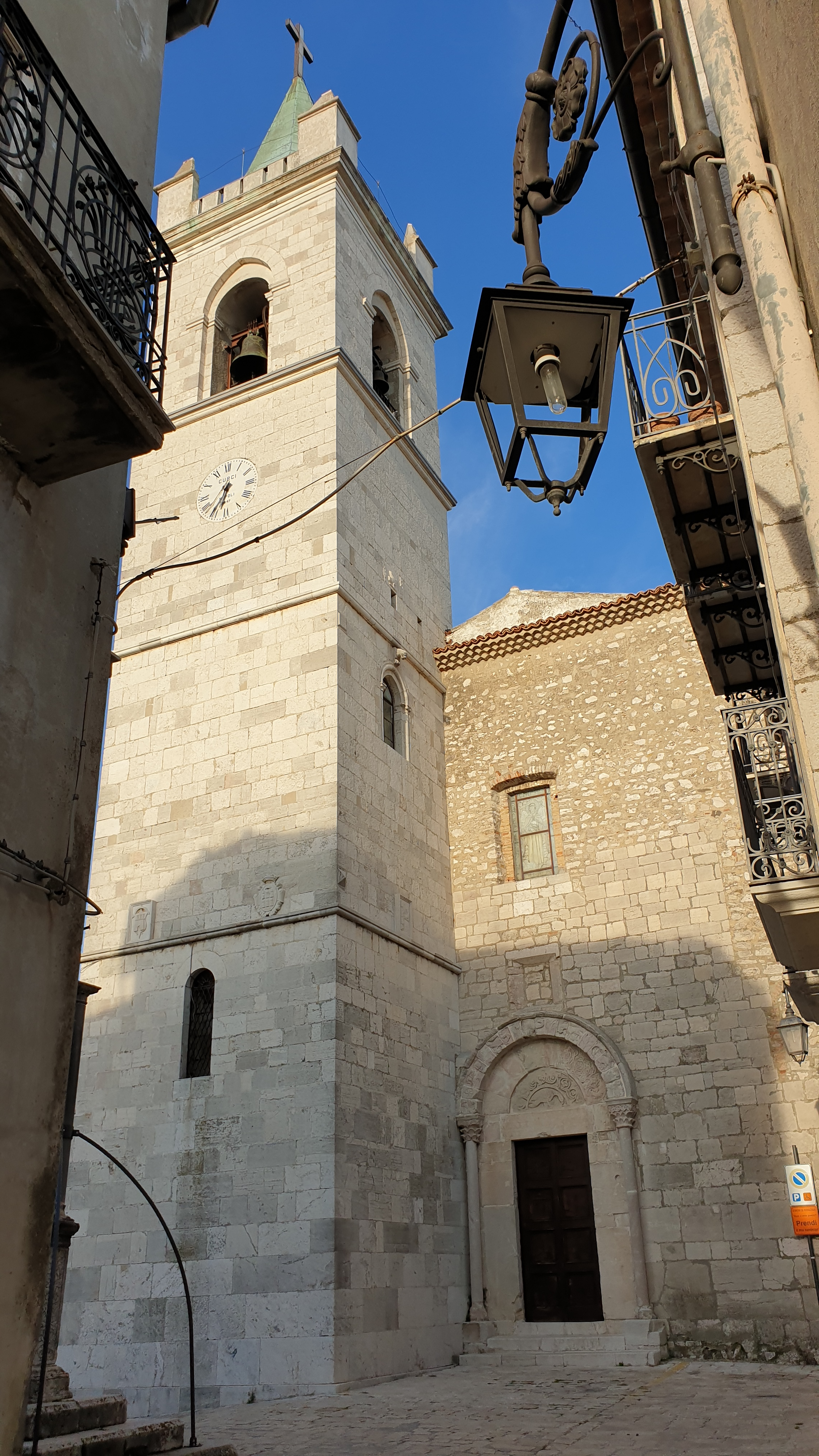
Santa Maria Assunta

La chiesa arcipretale dell'Assunta non ha una data di costruzione precisa anche se alcuni elementi architettonici risalgono ai secoli XI e XII come la memoria dell'anno 1065, scolpita nel soprarco della porta maggiore ancora esistente, e quella del 1169, oggi scomparsa, che si trovava in una pietra del vecchio campanile. In origine la chiesa era a tre navate e gli archi dividevano quella centrale dalle altre due in cui erano le cappelle. Aveva un campanile che "si rimirava a trenta miglia di distanza", crollato a causa di un fulmine del 1658. La saetta causò gravi danni all'intero edificio per cui nel 1726 esso venne integralmente ristrutturato e ridotto a una sola navata, con la sopraelevazione del soffitto, espediente quest'ultimo non riuscito perché realizzato senza rafforzare i muri laterali di sostegno. Quell'errore tecnico ha causato ulteriori interventi di cui l'ultimo nel 1962 dietro interessamento dell'Arciprete Mons. Giovanni Cerio. Con questi ultimi lavori la chiesa dell'Assunta subisce una revisione generale con la pittura della volta da parte dell'artista Giovanni Passeri. Sulla stessa volta esistevano figure dipinte dall'artista campobassano Amedeo Trivisonno nel 1927. Attualmente sette altari arricchiscono le pareti laterali con le statue, tutte di pregevole fattura, di San Rocco, della Vergine, di Sant'Antonio, di San Michele, del Santissimo Crocifisso, del Sacro Cuore di Gesù, di San Giuseppe. Quest'ultima statua è opera di Paolo Saverio di Zinno, artista campobassano del 1700.
Il portale della chiesa risale al 1200 ed è affiancato da due colonne molto sottili, sormontate da capitelli in stile corinzio. Essi reggono un arco finemente lavorato e ricco di motivi floreali. Nella lunetta, invece, è raffigurato un grosso volatile nell'atto di beccare il cibo, simbolo dei fedeli che si nutrono dei beni celesti. Nella fascia intorno vi sono scolpiti girali con foglie e fiori alternati mentre una seconda fascia, aggettante, in parte corrosa dal tempo, presenta un intreccio complicato di viticci con due animali in basso. L'iscrizione corrosa dal tempo, visibile su una pietra a destra del portale, testimonia l'antico ius patronatus del comune sulla chiesa.
All'interno della chiesa, c'è una scala a chiocciola che porta all'organo li si trova un fonte battesimale che risale al XIII secolo. Della scultura risaltano il classico Agnello crucifero, decorato con motivi stilizzati, in mezzo una fascia a zig zag che parte dalle bocche di due animali posti lateralmente in basso.
Il pulpito della chiesa dell'Assunta è a forma di cassa, sostenuto da quattro colonne, risale al XIII secolo ed è il pezzo artistico di maggiore rilievo che non trova precisi riscontri nel Molise per il suo livello qualitativo. Finemente lavorato risulta l'arco tribolo, incorniciato a sua volta con foglie stilizzate, immerso in effetti di morbido chiaroscuro. Nella fascia superiore una fascia decorativa presenta tralci di viti ad andamento curvilineo con foglie, grappoli e due figurine umane, non statiche, intente alla vendemmia; all'angolo destro è scolpito un mascherone dalla cui bocca partono altri tralci che ornano l'intero prospetto. Tra i capitelli, variamente lavorati, interessante è quello frontale a destra con tre foglie d'acanto, ricurve stilizzate alla maniera gotica. Tra le foglie risaltano la figura di un vescovo o di re, un cammello simbolo della mansuetudine, una pia donna che reca nella mano destra una corona ed ha la sinistra sul petto: un'altra figura tenta di colpire un volatile. Il pulpito è realizzato in marmo color terra di Siena.

### Castello baronale Carafa

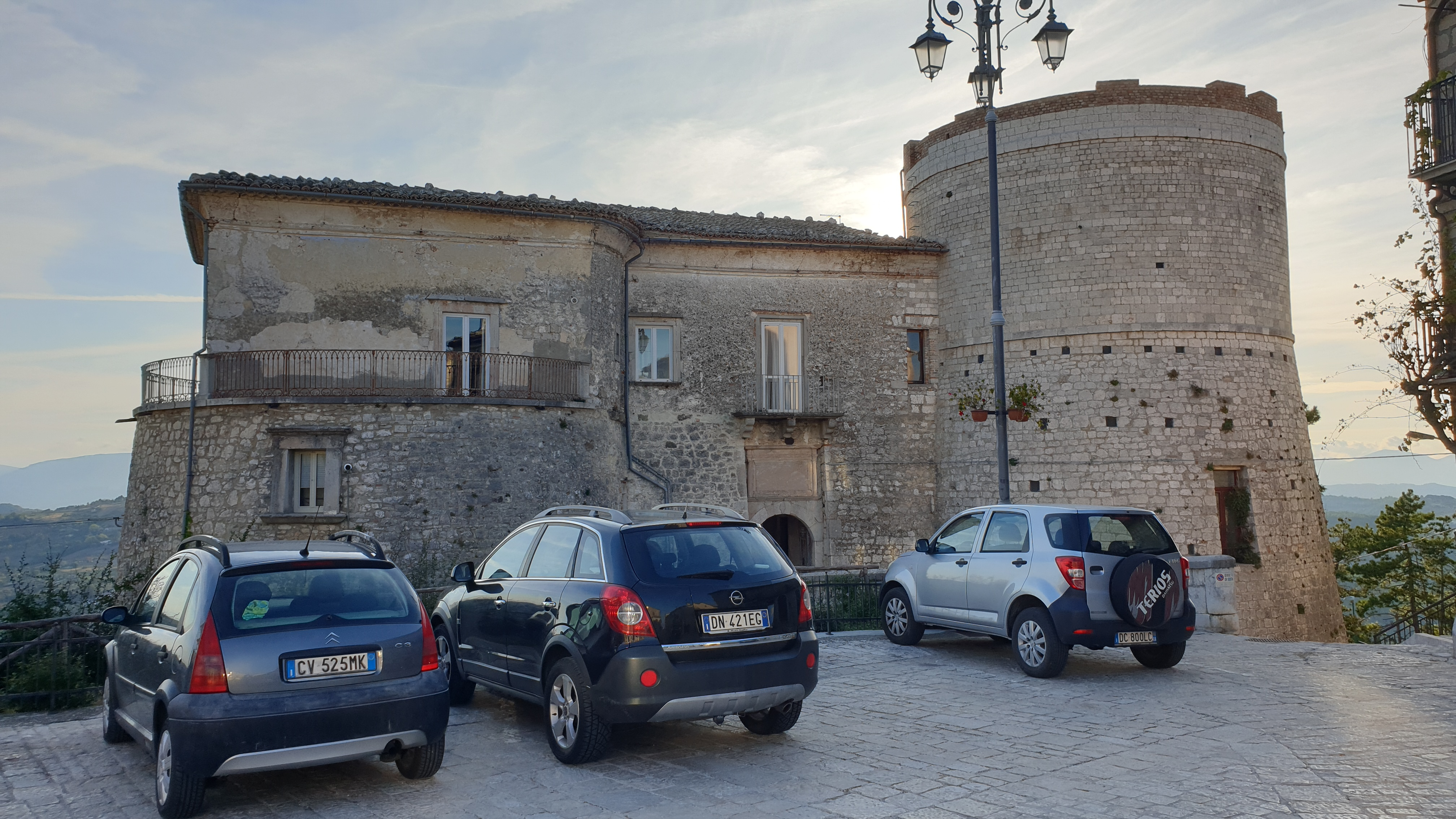
Castello Carafa

Il castello, di origine normanna, venne ricostruito tra il 1498 e il 1506 in seguito alla sua precedente distruzione durante il terremoto del 1496. Esso, completato agli inizi del XVII secolo, rappresenta il tipico tentativo degli architetti del '500 di convertire la rude ed austera fortezza medievale in confortevoli palazzi signorili. Le due torri cilindriche laterali e le mura sono di circa 40 cm di grossezza e un tempo erano serviti da scalini in pietra. Esse si levano dal suolo a scarpata. Quella di destra, fornita oggi di un piccolo terrazzino, ha perso il suo camminamento di ronda. La seconda invece, detta del Giurato, fa ancora bella mostra di sé anche se risulta modificata nella parte superiore per essere stata utilizzata come serbatoio dell'acqua del Sambuco all'inizio del secolo. Il lato a mezzogiorno si innalza sopra un dirupo che scopre la valle circostante ed ha rappresentato da sempre una posizione ottimale di difesa per la popolazione. Si accede al castello tramite un ponticello in pietra che sostituì quello levatoio in legno, caduto in disuso, alla fine del XVII secolo, durante il dominio del duca Antonio Vitagliano detto il Vecchio. L'ingresso, con arco a sesto ribassato e con in mezzo lo stemma dei Carafa-Molise (tre cappelletti fra due sbarre a destra, a sinistra le insegne di Porzia De Capoa, moglie di Gerolamo), rappresenta l'originale. In alto al centro l'elegante cornice in pietra locale con l'iscrizione dedicata al Carafa. Il cortile è ben proporzionato e risente dello stile tardo-rinascimentale. Lo arricchiscono una cisterna e alcuni stemmi araldici di famiglie gentilizie che ebbero in baronia Ferrazzano. l'ultimo Duca di Ferrazzano è Antonio Moccia di Ferrazzano il quale nel 2008 ha lasciato il titolo alla figlia Mathilde insieme al titolo di baronessa di Sant'Angelo a Cupolo.

## Società

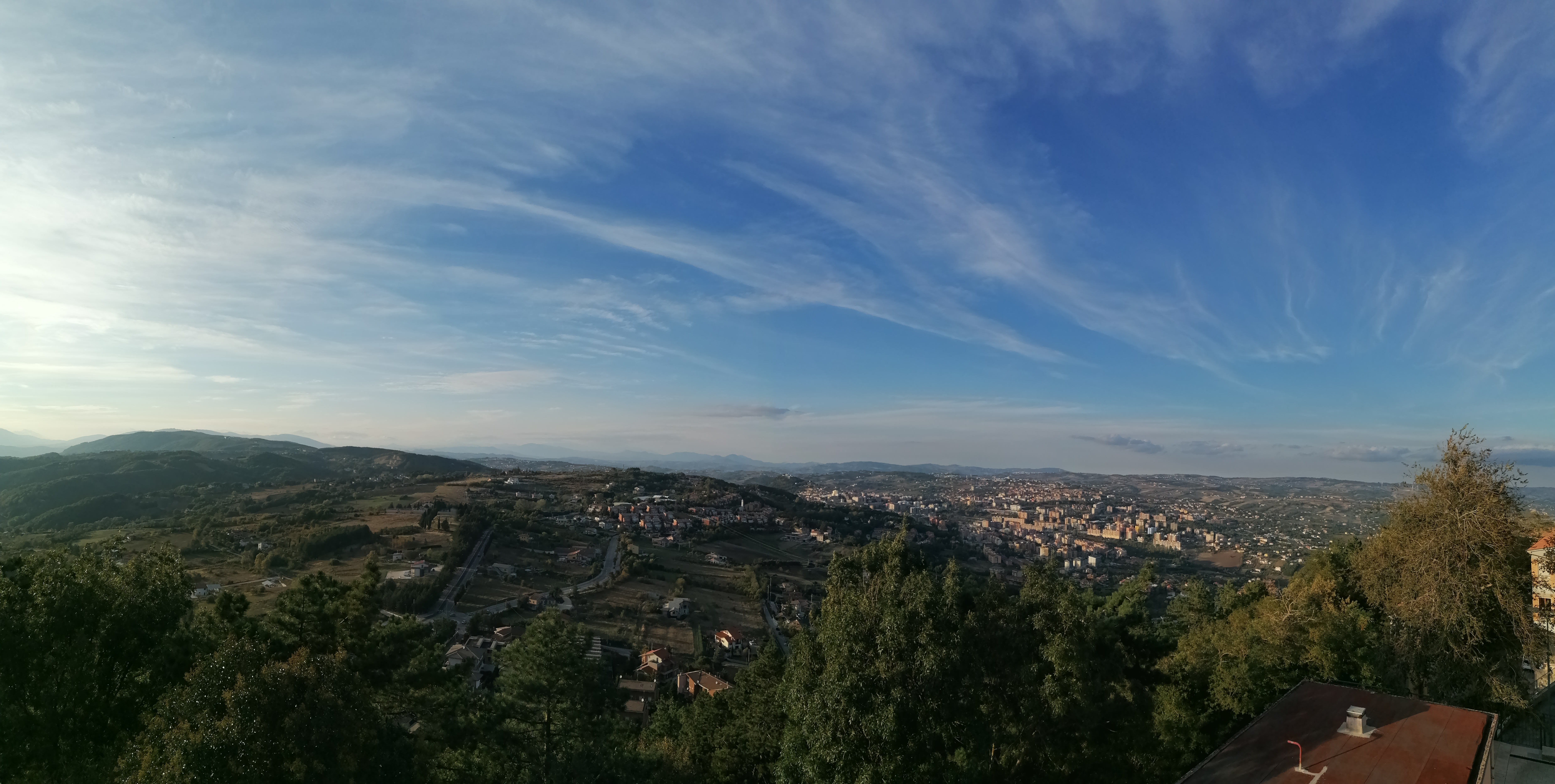
Vista dal belvedere di Ferrazzano

### Evoluzione demografica
Abitanti censiti

### Etnie e minoranze straniere
Al 31 dicembre 2019 gli stranieri residenti a Ferrazzano erano 86, pari al 2,6% della popolazione. 

## Amministrazione
Di seguito è presentata una tabella relativa alle amministrazioni che si sono succedute in questo comune.
| Periodo        | Periodo        | Primo cittadino             | Partito                              | Carica  | Note  |
| -------------- | -------------- | --------------------------- | ------------------------------------ | ------- | ----- |
| 5 luglio 1985  | 7 giugno 1990  | Antonio Reale               | Democrazia Cristiana                 | Sindaco | [ 9 ] |
| 7 giugno 1990  | 31 marzo 1993  | Antonio Reale               | lista civica                         | Sindaco | [ 9 ] |
| 29 aprile 1993 | 24 aprile 1995 | Michele Rosario Notartomaso | lista civica                         | Sindaco | [ 9 ] |
| 24 aprile 1995 | 14 giugno 1999 | Michele Rosario Notartomaso | Partito Popolare Italiano            | Sindaco | [ 9 ] |
| 14 giugno 1999 | 14 giugno 2004 | Giovanni Antonio Gianfelice | lista civica                         | Sindaco | [ 9 ] |
| 14 giugno 2004 | 8 giugno 2009  | Giovanni Antonio Gianfelice | lista civica                         | Sindaco | [ 9 ] |
| 8 giugno 2009  | 26 maggio 2014 | Vincenzo Fratianni          | lista civica                         | Sindaco | [ 9 ] |
| 26 maggio 2014 | 26 maggio 2019 | Antonio Cerio               | lista civica Identità e futuro       | Sindaco | [ 9 ] |
| 26 maggio 2019 | 9 giugno 2024  | Antonio Cerio               | lista civica Identità e futuro       | Sindaco | [ 9 ] |
| 9 giugno 2024  | in carica      | Vincenzo Sforza             | lista civica Ferrazzano che vogliamo | Sindaco | [ 9 ] |